# Тардуш-шад
Тардуш-шад (д/н — 630) — 1-й ябгу Тохаристана в 619—630 годах.

## Жизнеописание
Происходил из династии Ашина. Сын западнотюркского кагана Тун ябгу. Тардуш участвовал в походах против Персии и согдийских государств Самарканд и Фергана. В 619 году после покорения Тохаристана отец назначил его ябгу (князем или младшим правителем) этой области. При этом сохранены мелкие княжества Забулистан, Каписа, Хуттал, Чаганиан, Шигнан, Шуман, Бадгис, Вахан, Гузган, Бамиан, Кобадиян и Бадахшан. Местные правители теперь стали подчиняться ябгу. Резиденцией был избран город Кундуз.
Укрепил власть тюрок в регионе, противодействуя Персии. Активно поддерживал буддизм. Принял путешественника и паломника Сюаньцзана. В 630 году Тардуш-шад был отравлен собственным сыном Ишбара тегином.